# William Patiño
William Patiño – wenezuelski zapaśnik walczący w stylu wolnym. Brązowy medalista igrzysk Ameryki Środkowej i Karaibów w 1978. Wicemistrz igrzysk boliwaryjskich w 1977 i brązowy medalista z 1981 roku.